# Tall Rafi
Tall Rafi – wieś w Syrii, w muhafazie Aleppo, w dystrykcie Manbidż. W 2004 roku liczyła 828 mieszkańców.